# Das Rätsel von Sensenheim
Das Rätsel von Sensenheim ist ein deutsches Stummfilmkriminaldrama von Rudolf del Zopp mit Friedrich Zelnik und Aud Egede Nissen in den Hauptrollen. Der Geschichte liegt ein Kriminalroman von G. Werner zugrunde.

## Handlung
Graf Liebenau hat sich in Brasilien einer wissenschaftlichen Expedition angeschlossen. Als er vom Weg abkommt, fällt er nach einer Weile in die Bewusstlosigkeit und wird in diesem Zustand von der jungen Anny entdeckt. Die bringt ihn auf die Fazenda ihres Vaters Nelson und wird dort von ihr gesund gepflegt. Im Lauf der Zeit verliebt sich der deutsche Graf in das Farmmädchen. Liebenau hält bei Nelson um Annys Hand an und muss mit Erstaunen hören, wie ihr Vater sein Ansinnen ablehnt. Nelson erzählt ihm, dass auf seiner Familie ein Fluch laste, der weiter vererbt werden würde. Tief betrübt verlässt Graf Liebenau die Farm, während die verzweifelte Anny ihren Vater anfleht, ihr vom Fluch zu erzählen.
Rückblende: Vor 18 Jahren lebte Graf Siegfried von Sensenheim mit seiner Frau und beider kleinem Kind auf dem Familienschloss. Sein Bruder Johannes hatte zuvor auf das Majorat verzichtet. Eines Tages kam es zwischen den beiden Brüdern zu einem heftigen Zwist, weil sich Johannes auf ein unstandesgemäßes Techtelmechtel mit der Tochter des ortsansässigen Försters eingelassen hatte. Der gräfliche Kammerdiener und der Gutsverwalter wurden Zeugen dieses Disputes. Als Siegfried später noch einmal zu Johannes ging, um sich mit diesem zu versöhnen, wies dieser ihn ab. Am kommenden Morgen fand man Johannes tot auf seinem Bett liegend vor, und der Familienschatz war verschwunden.
Siegfried geriet sogleich in den Verdacht, ein Brudermörder zu sein. Es kam zu einem aufsehenerregenden Prozess, an dessen Ende Siegfrieds Verurteilung zum Tode stand. Doch er entkam dank eines puren Zufalls dem Henker, denn sein Kerkermeister starb wie vom Schlag getroffen, und Siegfried konnte sich der Klamotten des Toten bemächtigen und in diesen fliehen. In seinem Schloss fand er seine Tochter wieder, nahm sie mit sich, und beide flohen nach Brasilien. Hier erwarb er eine Fazenda, während in der deutschen Heimat ein Graf Seewald neuer Herr auf Sensenheim wurde. Am Ende dieser Erzählung gesteht Nelson erwartungsgemäß seiner Tochter, dass er selbst Graf Siegfried sei. Anny ist tief bewegt vom Geständnis ihres Vaters, und sie beschließt, nach Deutschland zu reisen, und auf Schloss Sensenheim nach dem rechten zu sehen und des Vaters Unschuld zu beweisen.
Unter dramatischen Umständen lernt die heimgekehrte Anny Gräfin Ella kennen, die sie bei sich aufnimmt. Ella ahnt zunächst nicht, dass ihr Gatte, der geflohene Siegfried, in Brasilien unter einem anderen Namen lebt und Anny ihre eigene Tochter ist. Anny kann ihrem Vater in der Ferne mitteilen, dass über all die Jahre seine Ella ihm treu geblieben ist. Dies ist für Nelson alias Siegfried Anlass genug, sich ebenfalls nach Schloss Sensenheim aufzumachen. Er nistet sich heimlich in einem geheimen Raum auf dem Schloss ein, von wo er mit Anny in Kontakt bleibt. Selbige wird eines Tages von der jetzigen Schlosseignerin, Gräfin Seewald, eingeladen, sie auf Sensenheim zu besuchen. Anny bittet die Schlossherrin, das Sterbezimmer von Johannes betreten zu dürfen und entdeckt dort eine abgerissene Uhrkette. Der sie genau beobachtende Kammerdiener erkennt Anny an ihrem Muttermal wieder. Er hat gute Gründe, Anny auf immer verschwinden zu lassen und bastelt aus diesem Grunde draußen im Freien an einer Bombe. Dabei wird er von dem in der Kammer versteckten Graf Siegfried beobachtet. Ehe der Kammerdiener Anny in die Luft sprengen kann, greift Nelson / Siegfried ein und rettet seiner Tochter das Leben.
Anny setzt daraufhin ihre Nachforschungen im Zimmer des Kammerdieners fort und findet den anderen Teil der abgerissenen Uhrenkette. Mit diesem Beweis eilt sie zu Ella, die wiederum die ortsansässige Justiz benachrichtigt. Der Fall um den Mord an Johannes Graf von Sensenheim wird daraufhin neu aufgerollt. Im Zuge der Ermittlungen meldet sich ein Müller beim Richter, der damals folgende Beobachtung gemacht hatte: In der Mordnacht hatte er seine im Schloss ihren Dienst verrichtende Braut besucht und beobachtet, wie der Kammerdiener aus dem Gemach des ermordeten Grafen herausschlich. Der Bedienstete hätte sich daraufhin in konspirativer Weise mit Graf Seewald, dem jetzigen Besitzer des Schlosses, getroffen. Um seine Braut nicht zu kompromittieren, so der Müller, habe er damals geschwiegen. Damit ist der Fall geklärt und die Ehre von Graf Siegfried wieder hergestellt. Der Kammerdiener wird verhaftet und der usurpatorische Graf Seewald macht, derart desavouiert, seinem schändlichen Leben ein Ende. Siegfried und Ella finden wieder zusammen, und Anny kann nun endlich ihren Graf Liebenau heiraten.

## Produktionsnotizen
Das Rätsel von Sensenheim wurde, ehe der Film die Zensur passieren konnte, bereits am 25. August 1915 in Berlins Admiralstheater uraufgeführt. Der mit Jugendverbot belegte Fünfakter besaß eine Länge von etwa 1600 Meter. 

## Kritiken
Die Kinematographische Rundschau verortete eine „Handlung, die [in] wohltuender Weise von der Schablone abweicht“. Das Salzburger Volksblatt sah hier einen Film, wo „sowohl ein wundervolles Spiel, als eine herrliche Inszenierung platzgreift“. Das Grazer Volksblatt stellte Zelniks schauspielerische Leistung heraus und meinte, die Hauptrolle biete ihm wieder „Gelegenheit, eine Charakterstudie ganz seltener Art zu bilden.“